# 1134
1134 (MCXXXIV) fue un año común comenzado en lunes del calendario juliano.

## Acontecimientos
- 17 de julio: Batalla de Fraga.
- 4 de octubre: en Bélgica, una marejada ciclónica genera una inundación que crea el canal Zwin, que conecta la ciudad de Brujas con el mar del Norte.
- García Ramírez de Navarra es entronizado como rey de Navarra.
- Ramiro II de Aragón es proclamado rey de Aragón.

## Nacimientos
- Sancho III de Castilla, rey de Castilla. Hijo de Alfonso VII y de Berenguela de Barcelona. Fue sucedido por su hijo, Alfonso VIII de Castilla.

## Fallecimientos
- 10 de febrero - Roberto II de Normandía.
- 4 de junio - Magnus Nilsson, rey de Dinamarca.
- 7 de septiembre - Alfonso I de Aragón, rey de Aragón y Navarra.
- Ramón II de Cerdaña, Vizconde de Cerdaña.